# Fernand de Montigny
Fernand Alphonse Marie Frédéric de Montigny (Anzegem, 5 gennaio 1885 – Anversa, 2 gennaio 1974) è stato un architetto, schermidore e hockeista su prato belga, vincitore di due medaglie d'argento e due di bronzo ai giochi olimpici. Ha vinto anche una medaglia di bronzo ai giochi intermedi di Atene del 1906 (non riconosciuti dal CIO).

## Biografia
È l'architetto che ha progettato lo stadio dei giochi olimpici del 1920.

## Palmarès
In carriera ha conseguito i seguenti risultati:
- Giochi olimpici

Atene 1906: bronzo nella spada a squadre.
Londra 1908: bronzo nella spada a squadre.
Anversa 1920: bronzo nell'hockey su prato.
Parigi 1924: argento nella spada a squadre e nel fioretto a squadre.
- Campionato internazionale

Budapest-Ostenda 1926: argento nella spada individuale.